# Гусинка (притока Великого Бурлука)
Гуси́нка — річка в Україні, у межах Кіндрашівської сільської та Шевченківської селищної громад Куп'янського району Харківської області. Ліва притока Великого Бурлука (басейн Сіверського Дінця).

## Розташування
Річка бере початок на південь від села Гусинка. Спочатку тече переважно на південний захід, біля села Іванівка повертає на захід, потім на північний захід. Впадає до Великого Бурлука з південної сторони села Аркадівка. Відстань від гирла Великого Бурлука до місця впадіння Гусинки — 36 км.
Вздовж берегової смуги розташовані села (від витоку до гирла): Гусинка, Єгорівка, Новомиколаївка, Іванівка, Аркадівка.

## Опис
Довжина річки — 22 км. Площа басейну — 151 км². Похил річки — 2,1 м/км.
На річці побудовані 3 водосховища: Гусинське, Новомиколаївське та Іванівське.
Річка Гусинка, ліва притока Великого Бурлука, вперше згадується у 1780 році в «Экономико-географическом описании слободы Волосская Балаклея».  Гусинка мала такі назви: Гусиня, Гусинець, Гусениця.В давні часи в долині річки водилося багато диких гусей, тому річка має таку назву.
Басейн річки розміщений в лісостеповій  зоні. Долина починається від злиття двох балок біля села Гусинка, вона  звивиста, асиметрична. Правий схил долини  високий, крутий, розділений ярами, лівий – пологий. Ширина долини від 1 км – 2 км. , глибина долини від – 30 м, до 50 м.  На правому  схилі долини насаджені ґрунтозахисні та водоохоронні лісові смуги. Протягом всієї  долини річки  нараховується  22 балки, з них у межах Шевченківщини  -9; найбільші зліва – Липова, Старостин Яр, Крута, Юдин Яр, Попова, Сопкин Яр, а справа – Макортети, Колісників Яр, Розсохуватий Яр.
Заплава річки двостороння, рівна, лучна. Між селами Новомиколаївка та Іванівка  заплава   заболочена. Ширина заплави від 70 м   до 400 м в нижній частині долини. Середня ширина заплави – 200 метрів.
Річище Гусинки  звивисте, замулене,  заросло очеретом та рогозою. Ширина річища 1–10 метрів, середня ширина 5 м. Між Новомиколаївським та Іванівським водосховищами річище розчищене, а потім  штучно випрямлене.
В річці Гусинка водиться понад 10 видів риб: короп, карась, краснопірка, плітка, верховодка, йорж, окунь, щука та раки. Вода в річці використовується для  господарських  потреб населення. Береги ставків і водосховищ, які розміщені на річки Гусинка,  використовуються як  місця  відпочинку жителів навколишніх сіл.

## Притоки
- Яр Осадча - права притока у Кіндрашівській сільській громаді, впадає у Гусинку на зіхідній околиці села Єгорівка[1][2]
- Русочка - ліва притока.
- Чорний Яр - ліва притока у Шевченківській громаді. Впадає у Гусинку у селі Новомиколаївка.[3]
- Грузька - ліва притока у Шевченківській громаді. Бере початок у Михайлівка (Шевченківська селищна рада), тече переважно на північний захід і впадає у Гусинку на південно-східній околиці села Новомиколаївка.[4][2]
- Яр Калиновий - ліва притока у Шевченківській громаді. Впадає у Гусинку у селі Іванівка[5][2]